# Accesrail
Accesrail är ett företag som säljer biljetter till tåg i flygets bokningssystem, för tåg i Sverige, Nederländerna, Norge, Storbritannien och Belgien (och från Köpenhamn till Sverige).
Det är i första hand avsett till kombinerade resor tåg–flyg, för att underlätta för resebyråerna att sälja biljetter.
I och med att flygplatserna Stockholm-Arlanda, Amsterdam-Amsterdam-Schiphols flygplats, Köpenhamn-Kastrup, Oslo-Gardermoen, London-Heathrow och några fler flygplatser i dessa länder har järnvägsförbindelse till flygplatsen, är det efterfrågan på att kunna köpa biljetter till tåg via flygbokningssystemet. I en del fall till exempel Kastrup-Kristianstad, Arlanda-Norrköping har tåget konkurrerat ut flyglinjen.
Det är bara vissa tågsträckor som finns, i första hand direktförbindelser från flygplatserna.
För att detta ska fungera måste till exempel aktuella järnvägsstationer få flygplatskoder, något det är brist på. Exempel Gävle=QYU Karlskrona=XWK.
Stationer vid stora flygplatser, samt småstäder med en flygplats får ha flygplatsens kod, tex Arlanda=ARN, Trollhättan=THN.
Accesrail har flygbolagskoden 9B (se IATA) och har kontor i Québec, Kanada.
Se även Järnväg till flygplatser.